# 陸心源
陸 心源（りく しんげん、Lu Xinyuan、1838年 - 1894年）は、清の蔵書家・金石学者。字は「剛甫」または「剛父」。号は「存斎」、晩号は「潜園老人」。

## 経歴
1838年、湖州府帰安県(現浙江省湖州市)生まれ。若くして万青藜、呉式芳、張錫庚に師事した。1859年(咸豊9年)に挙人となり、総督劉長佑の太平軍鎮圧に従った。1865年(同治4年)、広東南韶兵備道に任じられた。最終的に官は福建塩運使に至り、たびたび土匪の討伐を行った。しかしながら塩運業務に多くの損失を与えたとの罪が上奏され、最終的に辞職した。
官を辞した後は、帰安の東郊外の蓮花荘に「潜園」を建てて隠棲した。1894年に死去。

## 蔵書家として
陸心源は金石学に精通し、『金石録補』『穣梨館過眼録』などの著書がある。その他の著書としては『皕宋楼蔵印』『千甓亭古専図釈』などがある。
「皕宋楼」「十万巻楼」「守先閣」の3つの文庫を創設し、蔵書は15万巻を越えていた。瞿紹基・楊以増・丁申・丁丙の丁氏兄弟とともに清末四大蔵書家と称された。1906年、子の陸樹藩により大量の蔵書が岩崎弥之助の静嘉堂文庫に売却された。